# Acanthostracion polygonius
Az Acanthostracion polygonius a csontos halak (Osteichthyes) főosztályának a sugarasúszójú halak (Actinopterygii) osztályába, ezen belül a gömbhalalakúak (Tetraodontiformes) rendjébe és a bőröndhalfélék (Ostraciidae) családjába tartozó faj.

## Előfordulása
Az Acanthostracion polygonius az Atlanti-óceán nyugati részén fordul elő; az Amerikai Egyesült Államokbeli New Jersey államtól Bermudáig és Brazíliáig. Előfordulási helye, magába foglalja a Karib-térséget is. A Mexikói-öbölben nem fordul elő.

## Megjelenése
Ez a halfaj általában 25 centiméter hosszú, de akár 50 centiméteresre is megnőhet. Nagy, hatszögletű csontoslemezeit, sötét vonalak veszik körül; a hatszögletű csontoslemezek közepe és a köztük levő hely, világos. Oldalai és hátsó része, lilás színű.

## Életmódja
Az Acanthostracion polygonius tengeri halfaj, amely a korallzátonyokat válassza élőhelyül. 3-80 méteres mélységben él. Tápláléka szivacsok (Porifera), lágykorallok (Alcyonaria), előgerinchúrosok (Urochordata) és kis rákok. Nincsenek nagy állományai, és számuk évről évre változik.

## Felhasználása
Ezt a halat halásszák, de inkább akváriumok számára. Frissen, de megsülve fogyasztható.
Néha Ciguatera mérgezést okozhat.

## Források

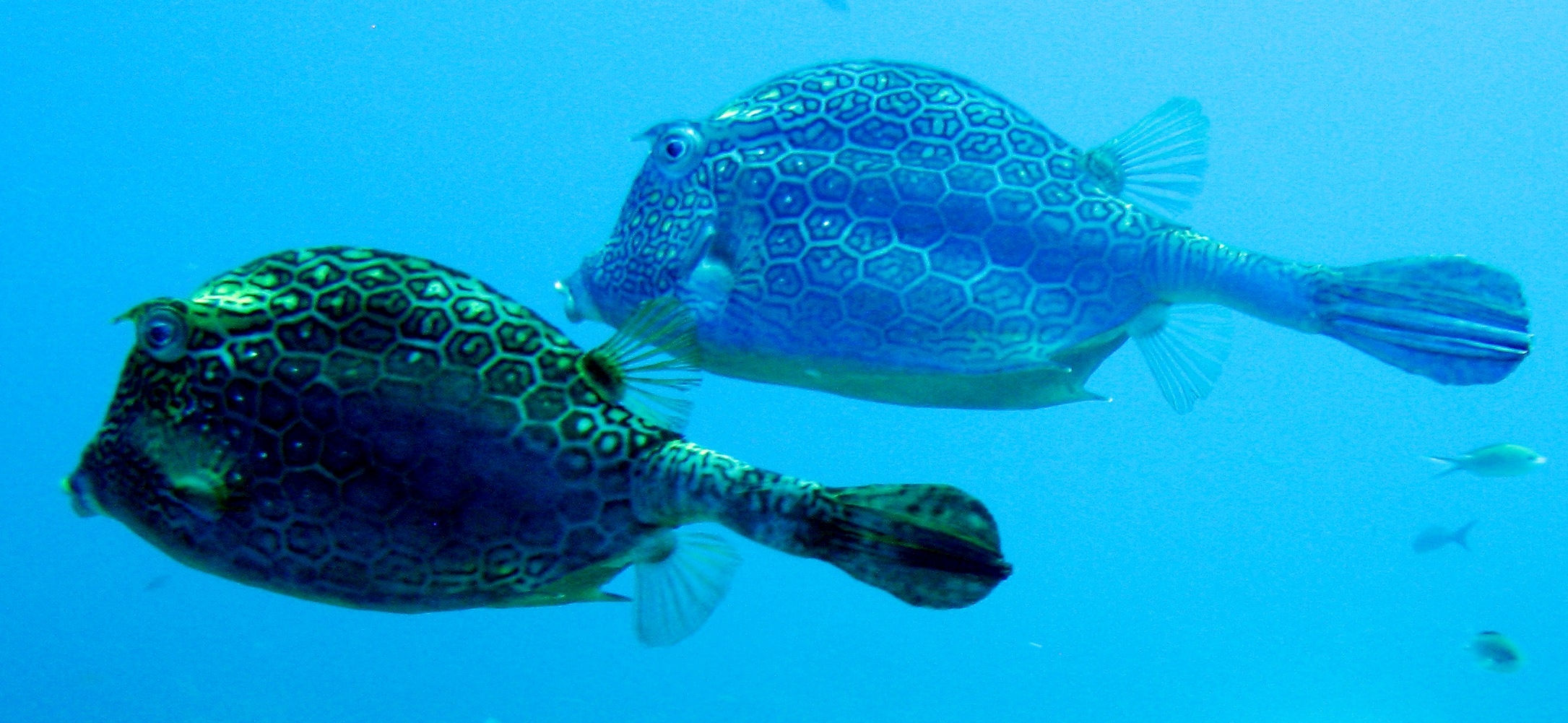
Halak a Mexikói-öbölből